# 堀尾貞治

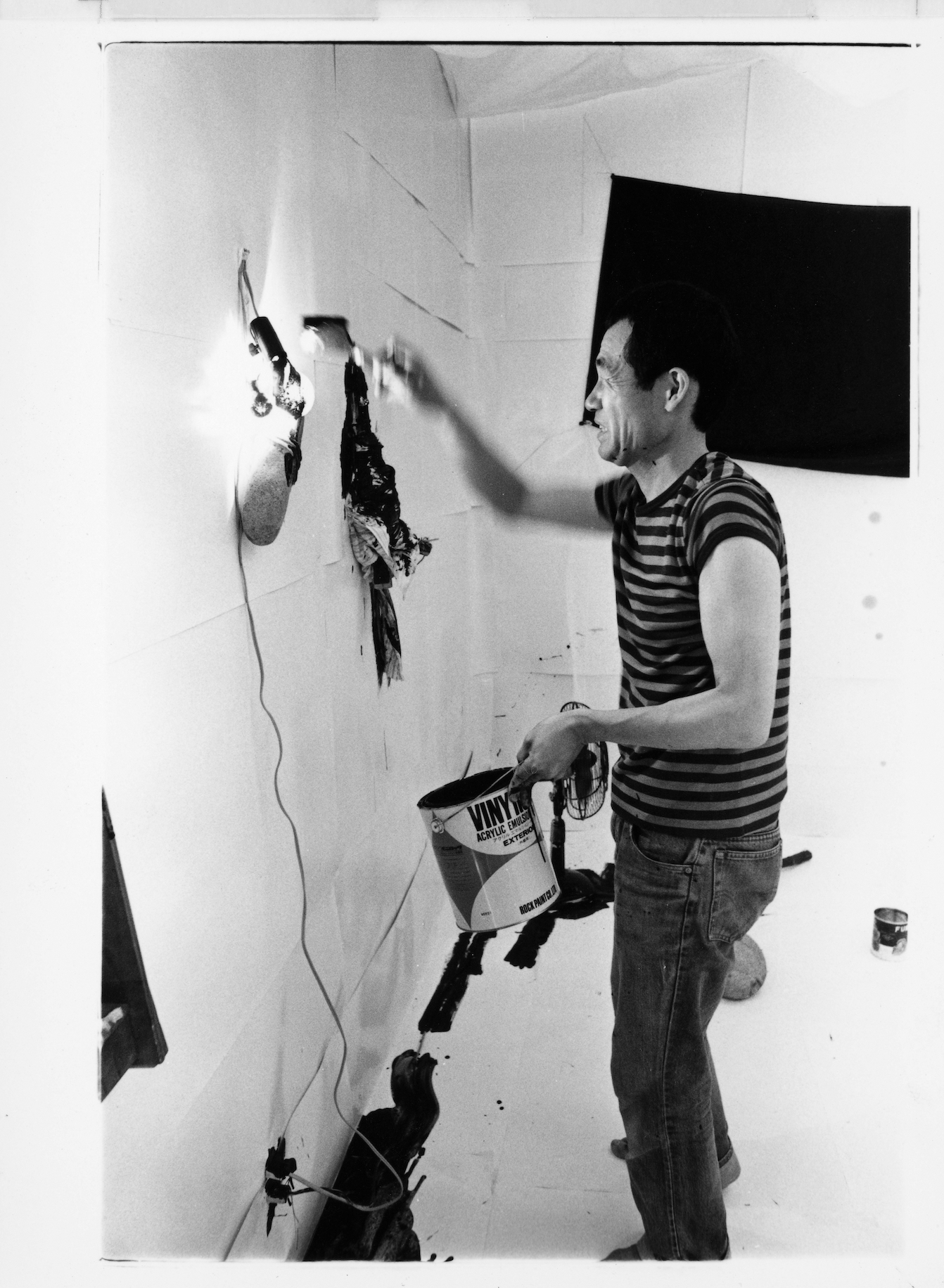
ポートレイト　1980年

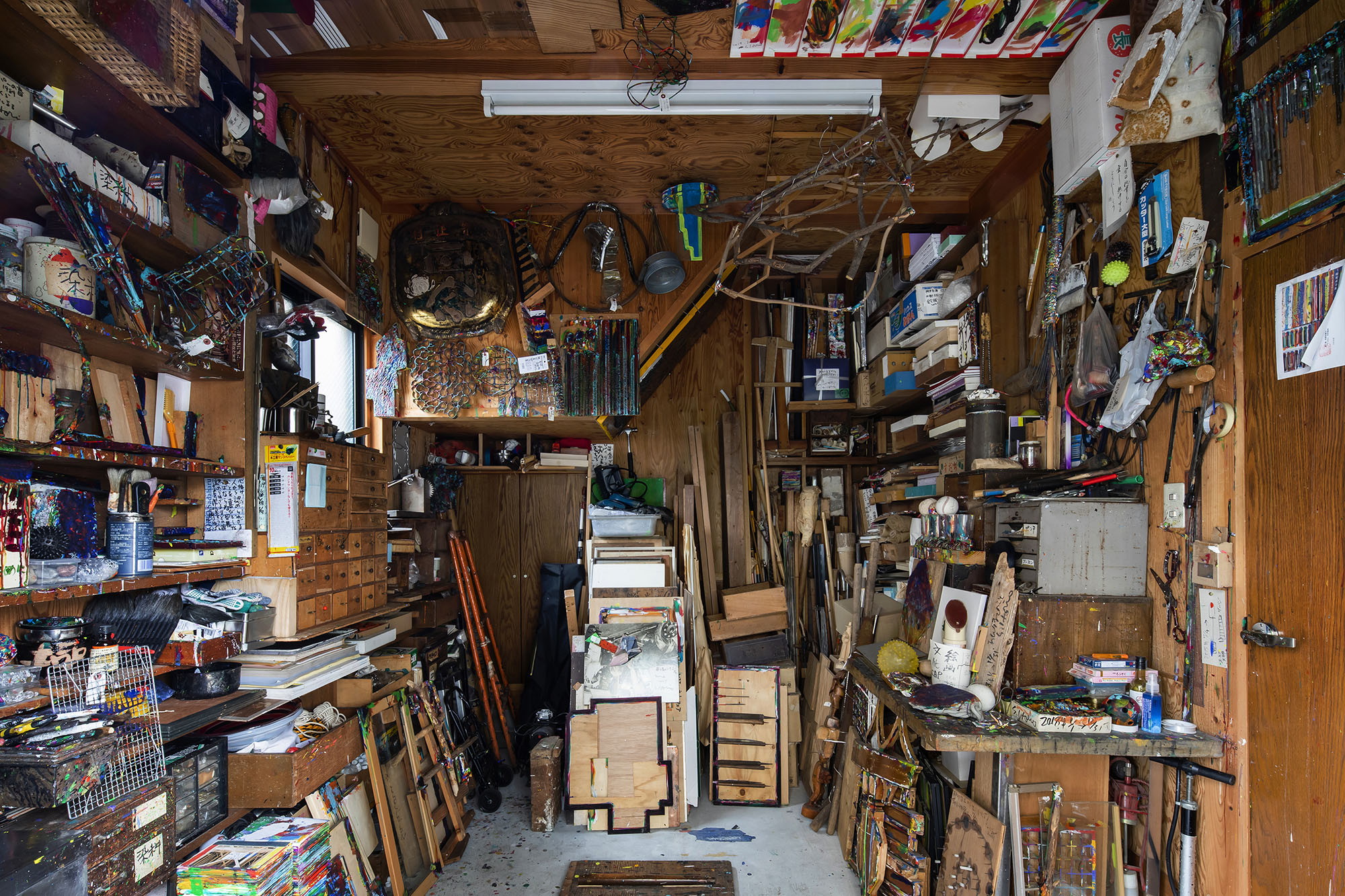
アトリエ　2020年１月

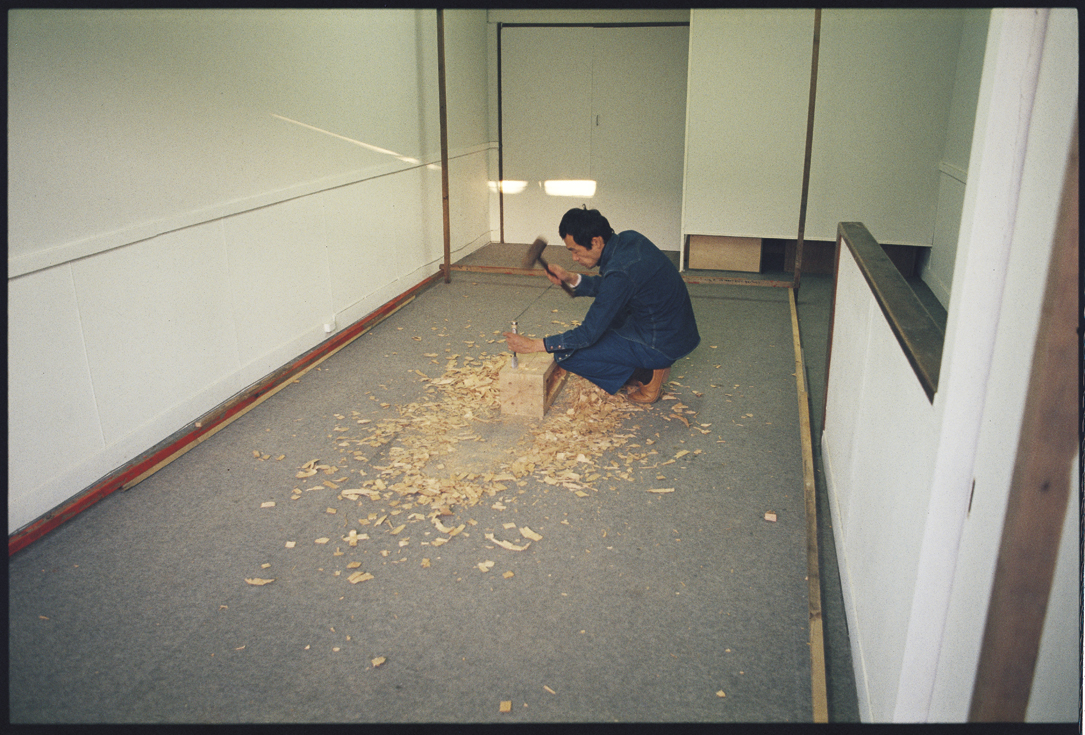
東門画廊　個展　1979年

堀尾 貞治（ほりお さだはる、1939年 - 2018年11月3日）は、日本の現代美術家。兵庫県神戸市生まれ。
三菱重工業神戸造船所に勤める傍ら、1950年代半ばから創作活動を開始する。65年から具体美術展に出品、66年具体美術協会会員となり具体解散まで出品を続けた。兵庫県立近代美術館によるシリーズ展「アート・ナウ」へは76年、81年（1970～1980）に出品。79年に神戸三宮東門筋のうどん屋の二階に「東門画廊」を開設し、85年に同所で個展「あたりまえのこと」を開催。それは、あたりまえすぎて意識にのぼらない存在を、美術の力で可視化しようとする作家としての決意表明であった。これ以降、堀尾のすべての作品に「あたりまえのこと」が冠され、制作コンセプトを貫くバックボーンとなる。85年より身の回りの物に1日1色を塗るという「色塗り」を開始。1997年からは、毎朝起床後10枚程の紙を床にひろげ、一枚1分以内で書き上げる「一分打法」を開始。「色塗り」「一分打法」は終生制作をつづけ、数万点を制作している。定年後は、年に100回を超える個展やパフォーマンス活動を行う。2002年、芦屋市立美術博物館にて個展開催。2005年、横浜トリエンナーレに現場芸術集団「空気」とともに参加。毎日新作パフォーマンスを行うと共に、百円を投入すると“小屋”の中で即席に作られた作品がでてくる「百均絵画」を発表。 The Armory Showでは「Art Vending Machine - 1$ Paintings」（アートの自販機）とした。2010年代に入ると国際的に評価も高まり、アントワープ、ヴェネチア、ニューヨーク、香港で個展を開催。絵画からパフォーマンスまで多彩な活動を展開した。

## 概要
1939　兵庫県神戸市生まれ
1957　第10回芦屋市展 / 精道小学校講堂、芦屋(以後20007年の第59回展まで連続出品)
1963　兵庫県展 知事賞受賞
1964　京都アンデパンダン展 / 京都市美術館(以後1991年まで連続出品)
1966　具体美術協会のメンバーとなり、1972年解散まで在籍
1968　個展 / グタイピナコテカ、大阪
1975　パリに遊学
1981　アート・ナウ '70~'80 / 兵庫県立近代美術館、神戸
　　　　空間 - 知覚の拡がり展 '81 / 京都市美術館
1982　明日の美術館に向かって- 美術劇場 / 兵庫県立近代美術館、神戸
1985　個展 / アートスペース虹、京都　(以降2017年閉廊まで毎年年明けに開催） 
　　　 個展「あたりまえのこと」 / ギャラリークオーレ、大阪
1986　日本・ハワイ現代美術交流展 / ABCギャラリー、大阪
1987　個展「今日の作家シリーズ 20 堀尾貞治展：DAY BY DAY」 / 大阪府立現代美術センター
1988　物＋物展 / ギャラリーP&P、韓国・ソウル
1989　墨の世界 / 西武ホール、大津
1990　兵庫の抽象３人展（田中徳喜、吉見敏治、堀尾貞治）/ アートホール神戸
1992　具体美術協会の作家たち / 宮城県美術館
1993　第1回六甲アイランド Water Front Open Air Play / 六甲アイランドマリンパーク、神戸
1994　丹南アートフェスティバル（オープニングパフォーマンス 「音のたし算」）/ 武生市中央公園
　　　　心の時代　彫刻と造形 / 高柳の里、豊岡
1995　個展「震災風景展」 / 神戸、武生、福井
2000　個展「神出鬼没★堀尾アート I期＆II期」 / 枚方市立御殿山美術センター　
2001　個展「あたりまえのこと　白紙に戻す」 / ナノリウム、山梨県富士吉田市
2002　個展「堀尾貞治展　あたりまえのこと」/ 芦屋市立美術博物館（38日間の会期中毎日パフォーマンス） 
　　　　未来予想図　私の人生劇場/兵庫県立美術館
2003　空気美術館 in 兵庫運河（堀尾貞治+現場芸術集団「空気」）/兵庫運河、神戸
2004　「まち」がミュージアム　'2004 / 山梨県富士吉田市
2005　横浜トリエンナーレ 2005（堀尾貞治+現場芸術集団「空気」）/ 山下ふ頭、横浜：連続82日のパフォーマンス
2006　マイ・ルール展 / ボーダレス・アートギャラリーNO-MA、近江八幡
2007　呼応する精神 / カールトン大学、 カナダ・オタワ
2009　イン＝フィニタム / フォルチュニー美術館、イタリア・ヴェネツィア
2010　第18回国際丹南アートフェスティバル/越前市民ホール2011 Frankfurter Positionen : Atarimae-no-koto （堀尾貞治+現場芸術集団「空気」）/ Frankfurt LAB、ドイツ・フランクフルト 
　　　　個展「Sadaharu Horio - Atarimae-no-koto」/ Axel Vervoord Gallery, ベルギー・アントワープ
2012　エクスプロージョン(爆発) - アクションとしての絵画 / ストックホルム近代美術館、スウェーデン
2013　Gutai: Splendid Playground（オープニングパフォーマンス） / グッゲンハイム美術館、米国・ニューヨーク 
　　　　タピエス　美術家の視点 / フォルチュニー美術館、イタリア・ヴェネツィア
2014　個展「堀尾貞治　あたりまえのこと＜今＞」/ BBプラザ美術館、神戸 
　　　　Printemps Japonais（日本の春）（堀尾貞治+現場芸術集団「空気」） / フランス・リール 
　　　　個展「Atarimae-no-koto」 / チェリーガーデン、スウェーデン・ゴットランド島
2015　アートフェア「Art Brussels」（Axel Vervoordt Galleryからの招へい） / Brussels Expo、ベルギー・ブリュッセル 
　　　　個展「Sadaharu Horio」 /Axel Vervoordt Gallery Hong Kong、香港 
　　　　ThinkTank lab Triennale : Two Sticks / ヴロツワフ建築美術館、ポーランド・ヴロツワフ
2016　アートフェア「2016 BAMA」 / 韓国・釜山 
　　　　Process, Performance, Presence / ブラウンシュヴァイク・アートセンター、ドイツ・ブラウンシュヴァイク 
　　　　A Feverish Era in Japanese Art（オープニングパフォーマンス）/ BOZAR ブリュッセル美術センター、ベルギー・ブリュッセル 
　　　　 奈良・喜多ギャラリーにて千点以上の絵画を制作（2月〜11月）
2017　アートフェア「The Armony show 2017」（Axel Vervoordt Galleryからの招へい） / Piers 90 & 92, New York 
　　　　個展「堀尾貞治　あたりまえのこと」/岡山　吉備高原アートハウス 
　　　　東アジア文化都市2017京都「アジア回廊 現代美術展」（堀尾貞治＋現場芸術集団「空気」）/京都芸術センター・二条城 
　　　　芦屋神社芸術祭」： 劉長煒「陶＋（トータス） XXXV」　堀尾貞治「あたりまえのこと」/芦屋神社　
2018　個展「Sadaharu Horio」 / Axel Vervoordt Gallery, ベルギー・アントワープ 
　　　　個展「Sadaharu Horio」 / Axel Vervoordt Gallery, 香港 
　　　　カタストロフと美術のちから展/森美術館　東京 
　　　　11月3日　自宅近くの少年時代の遊び場で1970年代から作品展示、パフォーマンスを数多く行った兵庫運河貯木場跡で自死
2022　個展「ALIVE4_堀尾貞治について」 / Gallery NAO MASAKI, 名古屋 
　　　　地球がまわる音を聴く：パンデミック以降のウェルビーイング/ 森美術館　東京 
2023　個展「堀尾貞治　あたりまえのこと 千点絵画」/BBプラザ美術館 兵庫 